# 보리스 베커
보리스 베커(Boris Franz Becker, 1967년 11월 22일 ~ )는 전 세계 랭킹 1위의 독일 출신 프로 테니스 선수이다. 그는 그랜드 슬램에서 6회 우승했고 올림픽 금메달을 1회 획득했다. 1985년 17세의 나이로 윔블던에서 우승하여 현재까지 최연소 윔블던 남자 단식 우승 기록을 보유하고 있다.
2007년부터 2013년까지 포커스타스의 일원으로 포커 선수로 활동하기도 했다.

## 그랜드 슬램 결승 기록

### 우승 (6)
| 연도 | 대회          | 결승 상대       | 결승 스코어              |
| 1985 | 윔블던        | 케빈 커렌       | 6–3, 6–7(4), 7–6(3), 6–4 |
| 1986 | 윔블던 (2)    | 이반 렌들       | 6–4, 6–3, 7–5            |
| 1989 | 윔블던 (3)    | 스테판 에드베리 | 6–0, 7–6(1), 6–4         |
| 1989 | US 오픈       | 이반 렌들       | 7–6(2), 1–6, 6–3, 7–6(4) |
| 1991 | 호주 오픈     | 이반 렌들       | 1–6, 6–4, 6–4, 6–4       |
| 1996 | 호주 오픈 (2) | 마이클 창       | 6–2, 6–4, 2–6, 6–2       |

### 준우승 (4)
| 연도 | 대회   | 결승 상대       | 결승 스코어             |
| 1988 | 윔블던 | 스테판 에드베리 | 4–6, 7–6(2), 6–4, 6–2   |
| 1990 | 윔블던 | 스테판 에드베리 | 6–2, 6–2, 3–6, 3–6, 6–4 |
| 1991 | 윔블던 | 미카엘 슈티히   | 6–4, 7–6(4), 6–4        |
| 1995 | 윔블던 | 피트 샘프라스   | 6–7(5), 6–2, 6–4, 6–2   |

## 슈퍼 9 단식 결승 기록 (11)

### 우승 (5)
| 연도 | 대회                                | 결승 상대         | 결승 스코어             |
| 1990 | 마드리드 마스터스 (스톡홀름)(1)     | 스테판 에드베리   | 6–4, 6–0, 6–3           |
| 1991 | 마드리드 마스터스 (스톡홀름)(2)     | 스테판 에드베리   | 3–6, 6–4, 1–6, 6–2, 6–2 |
| 1992 | 파리 마스터스                       | 기 포르제         | 7–6, 6–3, 3–6, 6–3      |
| 1994 | 마드리드 마스터스 (스톡홀름)(3)     | 고란 이바니세비치 | 4–6, 6–4, 6–3, 7–6      |
| 1996 | 마드리드 마스터스 (슈투트가르트)(4) | 피트 샘프라스     | 3–6, 6–3, 3–6, 6–3, 6–4 |

### 준우승 (6)
| 연도 | 대회                | 결승 상대       | 결승 스코어             |
| 1990 | 함부르크 마스터스   | 후안 아길레라   | 6–1, 6–0, 7–6           |
| 1990 | 파리 마스터스       | 스테판 에드베리 | 3–3, 기권               |
| 1991 | 몬테카를로 마스터스 | 세르지 브루게라 | 5–7, 6–4, 7–6, 7–6      |
| 1994 | 로마 마스터스       | 피트 샘프라스   | 6–1, 6–2, 6–2           |
| 1995 | 몬테카를로 마스터스 | 토마스 무스터   | 4–6, 5–7, 6–1, 7–6, 6–0 |
| 1995 | 파리 마스터스       | 피트 샘프라스   | 7–6, 6–4, 6–4           |

## 메이저 대회 단식 성적 연대표
| 대회                                      | 1983                                               | 1984                                               | 1985                                               | 1986                                               | 1987                                               | 1988                                               | 1989                                               | 1990  | 1991  | 1992  | 1993  | 1994  | 1995  | 1996  | 1997  | 1998  | 1999  | 통산 우승률 | 통산 전적 |
| ----------------------------------------- | -------------------------------------------------- | -------------------------------------------------- | -------------------------------------------------- | -------------------------------------------------- | -------------------------------------------------- | -------------------------------------------------- | -------------------------------------------------- | ----- | ----- | ----- | ----- | ----- | ----- | ----- | ----- | ----- | ----- | ----------- | --------- |
| 그랜드 슬램 대회                          |                                                    |                                                    |                                                    |                                                    |                                                    |                                                    |                                                    |       |       |       |       |       |       |       |       |       |       |             |           |
| 호주 오픈                                 | A                                                  | QF                                                 | 2R                                                 | NH                                                 | 4R                                                 | A                                                  | 4R                                                 | QF    | W     | 3R    | 1R    | A     | 1R    | W     | 1R    | A     | A     | 2 / 11      | 29–9      |
| French Open                               | A                                                  | A                                                  | 2R                                                 | QF                                                 | SF                                                 | 4R                                                 | SF                                                 | 1R    | SF    | A     | 2R    | A     | 3R    | A     | A     | A     | A     | 0 / 9       | 26–9      |
| 윔블던                                    | A                                                  | 3R                                                 | W                                                  | W                                                  | 2R                                                 | F                                                  | W                                                  | F     | F     | QF    | SF    | SF    | F     | 3R    | QF    | A     | 4R    | 3 / 15      | 71–12     |
| US 오픈                                   | A                                                  | A                                                  | 4R                                                 | SF                                                 | 4R                                                 | 2R                                                 | W                                                  | SF    | 3R    | 4R    | 4R    | 1R    | SF    | A     | A     | A     | A     | 1 / 11      | 37–10     |
| Win Ratio                                 | 0 / 0                                              | 0 / 2                                              | 1 / 4                                              | 1 / 3                                              | 0 / 4                                              | 0 / 3                                              | 2 / 4                                              | 0 / 4 | 1 / 4 | 0 / 3 | 0 / 4 | 0 / 2 | 0 / 4 | 1 / 2 | 0 / 2 | 0 / 0 | 0 / 1 | 6 / 46      | N/A       |
| 전적                                      | 0–0                                                | 6–2                                                | 11–3                                               | 16–2                                               | 11–4                                               | 10–3                                               | 22–2                                               | 15–4  | 20–3  | 9–3   | 9–4   | 5–2   | 13–4  | 9–1   | 4–2   | 0–0   | 3–1   | N/A         | 163–40    |
| 연말 대회                                 |                                                    |                                                    |                                                    |                                                    |                                                    |                                                    |                                                    |       |       |       |       |       |       |       |       |       |       |             |           |
| The Masters / ATP Tour World Championship | A                                                  | A                                                  | F                                                  | F                                                  | RR                                                 | W                                                  | F                                                  | SF    | RR    | W     | A     | F     | W     | F     | A     | A     | A     | 3 / 11      | 36–13     |
| 슈퍼 9 대회                               |                                                    |                                                    |                                                    |                                                    |                                                    |                                                    |                                                    |       |       |       |       |       |       |       |       |       |       |             |           |
| 인디언 웰즈                               | 1990년 이전까지 이 대회들은 슈퍼 9 대회가 아니었음 | 1990년 이전까지 이 대회들은 슈퍼 9 대회가 아니었음 | 1990년 이전까지 이 대회들은 슈퍼 9 대회가 아니었음 | 1990년 이전까지 이 대회들은 슈퍼 9 대회가 아니었음 | 1990년 이전까지 이 대회들은 슈퍼 9 대회가 아니었음 | 1990년 이전까지 이 대회들은 슈퍼 9 대회가 아니었음 | 1990년 이전까지 이 대회들은 슈퍼 9 대회가 아니었음 | SF    | A     | A     | A     | A     | SF    | 2R    | A     | A     | A     | 0 / 3       | 6–3       |
| Key Biscayne                              | 1990년 이전까지 이 대회들은 슈퍼 9 대회가 아니었음 | 1990년 이전까지 이 대회들은 슈퍼 9 대회가 아니었음 | 1990년 이전까지 이 대회들은 슈퍼 9 대회가 아니었음 | 1990년 이전까지 이 대회들은 슈퍼 9 대회가 아니었음 | 1990년 이전까지 이 대회들은 슈퍼 9 대회가 아니었음 | 1990년 이전까지 이 대회들은 슈퍼 9 대회가 아니었음 | 1990년 이전까지 이 대회들은 슈퍼 9 대회가 아니었음 | 2R    | 2R    | 4R    | 2R    | 2R    | A     | A     | A     | A     | 2R    | 0 / 6       | 6–5       |
| Monte Carlo                               | 1990년 이전까지 이 대회들은 슈퍼 9 대회가 아니었음 | 1990년 이전까지 이 대회들은 슈퍼 9 대회가 아니었음 | 1990년 이전까지 이 대회들은 슈퍼 9 대회가 아니었음 | 1990년 이전까지 이 대회들은 슈퍼 9 대회가 아니었음 | 1990년 이전까지 이 대회들은 슈퍼 9 대회가 아니었음 | 1990년 이전까지 이 대회들은 슈퍼 9 대회가 아니었음 | 1990년 이전까지 이 대회들은 슈퍼 9 대회가 아니었음 | QF    | F     | 3R    | 1R    | A     | F     | 3R    | 1R    | QF    | 2R    | 0 / 9       | 16–8      |
| Rome                                      | 1990년 이전까지 이 대회들은 슈퍼 9 대회가 아니었음 | 1990년 이전까지 이 대회들은 슈퍼 9 대회가 아니었음 | 1990년 이전까지 이 대회들은 슈퍼 9 대회가 아니었음 | 1990년 이전까지 이 대회들은 슈퍼 9 대회가 아니었음 | 1990년 이전까지 이 대회들은 슈퍼 9 대회가 아니었음 | 1990년 이전까지 이 대회들은 슈퍼 9 대회가 아니었음 | 1990년 이전까지 이 대회들은 슈퍼 9 대회가 아니었음 | A     | A     | A     | 3R    | F     | A     | A     | 3R    | A     | A     | 0 / 3       | 8–3       |
| Hamburg                                   | 1990년 이전까지 이 대회들은 슈퍼 9 대회가 아니었음 | 1990년 이전까지 이 대회들은 슈퍼 9 대회가 아니었음 | 1990년 이전까지 이 대회들은 슈퍼 9 대회가 아니었음 | 1990년 이전까지 이 대회들은 슈퍼 9 대회가 아니었음 | 1990년 이전까지 이 대회들은 슈퍼 9 대회가 아니었음 | 1990년 이전까지 이 대회들은 슈퍼 9 대회가 아니었음 | 1990년 이전까지 이 대회들은 슈퍼 9 대회가 아니었음 | F     | A     | SF    | 3R    | 1R    | 1R    | 3R    | 3R    | 1R    | A     | 0 / 8       | 10–8      |
| Toronto / Montreal                        | 1990년 이전까지 이 대회들은 슈퍼 9 대회가 아니었음 | 1990년 이전까지 이 대회들은 슈퍼 9 대회가 아니었음 | 1990년 이전까지 이 대회들은 슈퍼 9 대회가 아니었음 | 1990년 이전까지 이 대회들은 슈퍼 9 대회가 아니었음 | 1990년 이전까지 이 대회들은 슈퍼 9 대회가 아니었음 | 1990년 이전까지 이 대회들은 슈퍼 9 대회가 아니었음 | 1990년 이전까지 이 대회들은 슈퍼 9 대회가 아니었음 | A     | A     | A     | 3R    | A     | A     | A     | A     | A     | A     | 0 / 1       | 1–1       |
| Cincinnati                                | 1990년 이전까지 이 대회들은 슈퍼 9 대회가 아니었음 | 1990년 이전까지 이 대회들은 슈퍼 9 대회가 아니었음 | 1990년 이전까지 이 대회들은 슈퍼 9 대회가 아니었음 | 1990년 이전까지 이 대회들은 슈퍼 9 대회가 아니었음 | 1990년 이전까지 이 대회들은 슈퍼 9 대회가 아니었음 | 1990년 이전까지 이 대회들은 슈퍼 9 대회가 아니었음 | 1990년 이전까지 이 대회들은 슈퍼 9 대회가 아니었음 | A     | SF    | A     | A     | 3R    | 1R    | A     | A     | A     | A     | 0 / 3       | 4–3       |
| Stockholm / Essen / Stuttgart             | 1990년 이전까지 이 대회들은 슈퍼 9 대회가 아니었음 | 1990년 이전까지 이 대회들은 슈퍼 9 대회가 아니었음 | 1990년 이전까지 이 대회들은 슈퍼 9 대회가 아니었음 | 1990년 이전까지 이 대회들은 슈퍼 9 대회가 아니었음 | 1990년 이전까지 이 대회들은 슈퍼 9 대회가 아니었음 | 1990년 이전까지 이 대회들은 슈퍼 9 대회가 아니었음 | 1990년 이전까지 이 대회들은 슈퍼 9 대회가 아니었음 | W     | W     | QF    | 3R    | W     | 3R    | W     | 2R    | 3R    | A     | 4 / 9       | 27–5      |
| Paris                                     | 1990년 이전까지 이 대회들은 슈퍼 9 대회가 아니었음 | 1990년 이전까지 이 대회들은 슈퍼 9 대회가 아니었음 | 1990년 이전까지 이 대회들은 슈퍼 9 대회가 아니었음 | 1990년 이전까지 이 대회들은 슈퍼 9 대회가 아니었음 | 1990년 이전까지 이 대회들은 슈퍼 9 대회가 아니었음 | 1990년 이전까지 이 대회들은 슈퍼 9 대회가 아니었음 | 1990년 이전까지 이 대회들은 슈퍼 9 대회가 아니었음 | F     | 2R    | W     | QF    | QF    | F     | 1R    | 2R    | 1R    | A     | 1 / 9       | 19–7      |
| 통산 기록                                 |                                                    |                                                    |                                                    |                                                    |                                                    |                                                    |                                                    |       |       |       |       |       |       |       |       |       |       |             |           |
| 연말 랭킹                                 | 없음                                               | 66                                                 | 6                                                  | 2                                                  | 5                                                  | 4                                                  | 2                                                  | 2     | 3     | 5     | 11    | 3     | 4     | 6     | 62    | 69    | 132   | N/A         | N/A       |

- NH = 대회 미개최(Not Held)
- A = 대회 불참(Absent)
- WR = 우승률(Winning Ratio =우승 회수 / 대회 참가 회수)
- W = 우승(Won)
- F = 준우승(Finalist)

## 단식 결승 기록 (77)

### 우승 (49)
| 대회 종류              |
| 그랜드 슬램 (6)        |
| 테니스 마스터스 컵 (3) |
| 그랜드 슬램 컵 (1)     |
| 슈퍼 9 (5)             |
| 그랑 프리 (34)         |

| 코트 종류별 |
| 하드 (16)   |
| 잔디 (7)    |
| 클레이 (0)  |
| 카펫 (26)   |

| No  | 일시             | 대회명                               | 코트 종류 | 결승 상대         | 스코어                  |
| 1.  | 1985년 6월 17일  | 퀸즈 클럽 챔피언십, 영국             | 잔디      | 요한 크리크       | 6–2, 6–3                |
| 2.  | 1985년 7월 7일   | 윔블던, 런던                         | 잔디      | 케빈 커렌         | 6–3, 6–7, 7–6, 6–4      |
| 3.  | 1985년 8월 26일  | 신시내티 마스터스, 미국              | 하드      | 매츠 빌랜더       | 6–4, 6–2                |
| 4.  | 1986년 3월 31일  | 시카고 대회, 미국                    | 카펫      | 이반 렌들         | 7–6, 6–3                |
| 5.  | 6 July 1986      | 윔블던, 런던                         | 잔디      | 이반 렌들         | 6–4, 6–3, 7–5           |
| 6.  | 1986년 8월 18일  | 캐나다 마스터스 (토론토), 캐나다     | 하드      | 스테판 에드베리   | 6–4, 3–6, 6–3           |
| 7.  | 1986년 10월 20일 | 시드니 인도어, 오스트레일리아        | 하드 (i)  | 이반 렌들         | 3–6, 7–6, 6–2, 6–0      |
| 8.  | 1986년 10월 27일 | 도쿄 인도어                          | 카펫      | 스테판 에드베리   | 7–6, 6–1                |
| 9.  | 1986년 11월 3일  | 파리 마스터스, 프랑스                | 카펫      | Sergio Casal      | 6–4, 6–3, 7–6           |
| 10. | 1987년 2월 23일  | 인디언 웰즈 마스터스, 미국           | 하드      | 스테판 에드베리   | 6–4, 6–4, 7–5           |
| 11. | 1987년 4월 6일   | 밀라노 인도어, 이탈리아              | 카펫      | Miloslav Mečíř    | 6–4, 6–3                |
| 12. | 1987년 6월 15일  | 퀸즈 클럽 챔피언십, 영국             | 잔디      | 지미 코너스       | 6–7, 6–3, 6–4           |
| 13. | 1988년 3월7일    | 인디언 웰즈 마스터스, 미국           | 하드      | Emilio Sánchez    | 7–5, 6–4, 2–6, 6–4      |
| 14. | 1988년 4월 18일  | WCT 파이널, 미국                     | 카펫      | 스테판 에드베리   | 6–4, 1–6, 7–5, 6–2      |
| 15. | 1988년 6월 13일  | 퀸즈 클럽 챔피언십, 영국             | 잔디      | 스테판 에드베리   | 6–1, 3–6, 6–3           |
| 16. | 1988년 8월 8일   | RCA 챔피언십, 미국                   | 하드      | 존 매켄로         | 6–4, 6–2                |
| 17. | 1988년 10월 24일 | 도쿄 인도어                          | 카펫      | 존 피츠제럴드     | 7–6, 6–4                |
| 18. | 1988년 11월 7일  | 스톡홀름 오픈, 스웨덴                | 하드 (i)  | Peter Lundgren    | 6–4, 6–1, 6–1           |
| 19. | 1988년 12월 12일 | 마스터스 컵, 뉴욕                    | 카펫      | 이반 렌들         | 5–7, 7–6, 3–6, 6–2, 7–6 |
| 20. | 1989년 2월 20일  | 밀라노 인도어, 이탈리아              | 카펫      | 알렉산더 볼코프   | 6–1, 6–2                |
| 21. | 1989년 2월 27일  | U.S. 프로 인도어, 미국               | 카펫      | Tim Mayotte       | 7–6, 6–1, 6–3           |
| 22. | 1989년 7월 9일   | 윔블던, 런던                         | 잔디      | 스테판 에드베리   | 6–0, 7–6, 6–4           |
| 23. | 1989년 9월 10일  | US 오픈, 뉴욕                        | 하드      | 이반 렌들         | 7–6, 1–6, 6–3, 7–6      |
| 24. | 1989년 11월 6일  | 파리 마스터스, 프랑스                | 카펫      | 스테판 에드베리   | 6–4, 6–3, 6–3           |
| 25. | 1990년 2월 19일  | 브뤼셀 대회, 벨기에                  | 카펫      | Carl-Uwe Steeb    | 7–5, 6–2, 6–2           |
| 26. | 1990년 2월 26일  | 유로카드 오픈, 독일                  | 카펫      | 이반 렌들         | 6–2, 6–2                |
| 27. | 1990년 8월 20일  | RCA 챔피언십, 미국                   | 하드      | Peter Lundgren    | 6–3, 6–4                |
| 28. | 1990년 10월 8일  | Sydney Indoor, 오스트레일리아        | 하드 (i)  | 스테판 에드베리   | 7–6, 6–4, 6–4           |
| 29. | 1990년 10월 29일 | 스톡홀름 오픈, 스웨덴                | 카펫      | 스테판 에드베리   | 6–4, 6–0, 6–3           |
| 30. | 1991년 1월 27일  | 호주 오픈, 멜버른                    | 하드      | 이반 렌들         | 1–6, 6–4, 6–4, 6–4      |
| 31. | 1991년 10월 28일 | 스톡홀름 오픈, 스웨덴                | 카펫      | 스테판 에드베리   | 3–6, 6–4, 1–6, 6–2, 6–2 |
| 32. | 1992년 2월 17일  | Brussels, 벨기에                     | 카펫      | 짐 쿠리어         | 6–7, 2–6, 7–6, 7–6, 7–5 |
| 33. | 1992년 3월 2일   | Rotterdam, 네덜란드                  | 카펫      | Alexander Volkov  | 7–6, 4–6, 6–2           |
| 34. | 1992년 10월 5일  | Basel, 스위스                        | 하드 (i)  | Petr Korda        | 3–6, 6–3, 6–2, 6–4      |
| 35. | 1992년 11월 9일  | Paris Indoor, 프랑스                 | 카펫      | Guy Forget        | 7–6, 6–3, 3–6, 6–3      |
| 36. | 1992년 11월 23일 | ATP 투어 월드 챔피언십, 프랑크푸르트 | 카펫      | 짐 쿠리어         | 6–4, 6–3, 7–5           |
| 37. | 1993년 1월 11일  | Doha, 카타르                         | 하드      | 고란 이바니세비치 | 7–6, 4–6, 7–5           |
| 38. | 1993년 2월 15일  | 밀라노 인도어, 이탈리아              | 카펫      | Sergi Bruguera    | 6–3, 6–3                |
| 39. | 1994년 2월 14일  | 밀라노 인도어, 이탈리아              | 카펫      | Petr Korda        | 6–2, 3–6, 6–3           |
| 40. | 1994년 8월 8일   | Los Angeles                          | 하드      | Mark Woodforde    | 6–2, 6–2                |
| 41. | 1994년 8월 2일   | 스트라톤 마운틴, 미국                | 하드      | Marc Rosset       | 6–3, 7–5                |
| 42. | 1994년 10월 31일 | 스톡홀름 오픈, 스웨덴                | 카펫      | 고란 이바니세비치 | 4–6, 6–4, 6–3, 7–6      |
| 43. | 1995년 2월 13일  | Marseille, 프랑스                    | 카펫      | Daniel Vacek      | 6–7, 6–4, 7–5           |
| 44. | 1995년 11월 20일 | ATP 투어 월드 챔피언십, 프랑크푸르트 | 카펫      | 마이클 창         | 7–6, 6–0, 7–6           |
| 45. | 1996년 2월 28일  | 호주 오픈, 멜버른                    | 하드      | 마이클 창         | 6–2, 6–4, 2–6, 6–2      |
| 46. | 1996년 6월 17일  | 퀸즈 클럽 챔피언십, 영국             | 잔디      | 스테판 에드베리   | 6–4, 7–6                |
| 47. | 1996년 10월 14일 | Vienna, 오스트리아                   | 카펫      | Jan Siemerink     | 6–4, 6–7, 6–2, 6–3      |
| 48. | 1996년 10월 28일 | Stuttgart Indoor, 독일               | 카펫      | 피트 샘프라스     | 3–6, 6–3, 3–6, 6–3, 6–4 |
| 49. | 1996년 12월 9일  | 그랜드 슬램 컵, Munich               | 카펫      | 고란 이바니세비치 | 6–3, 6–4, 6–4           |

* - 연말 대회 공식 명칭: 1989년 이전: 마스터즈, 1990 - 1999년: ATP 월드 챔피언십

### 준우승 (28)
| No  | 일시             | 대회명                               | 코트 종류 | 결승 상대           | 스코어                  |
| 1.  | 18 November 1985 | 웸블리 챔피언십, 영국                | 카펫      | 이반 렌들           | 6–7, 6–3, 4–6, 6–4, 6–4 |
| 2.  | 20 January 1986  | 마스터스 컵, 뉴욕                    | 카펫      | 이반 렌들           | 6–2, 7–6, 6–3           |
| 3.  | 14 April 1986    | WCT 파이널, 미국                     | 카펫      | 안데르스 야뤼드     | 6–7, 6–1, 6–1, 6–4      |
| 4.  | 11 August 1986   | 스트라톤 마운틴, 버몬트              | 하드      | 이반 렌들           | 6–4, 7–6                |
| 5.  | 8 December 1986  | 마스터스 컵, 뉴욕                    | 카펫      | 이반 렌들           | 6–4, 6–4, 6–4           |
| 6.  | 24 August 1987   | 신시내티 매스터스, 미국              | 하드      | 스테판 에드베리     | 6–4, 6–1                |
| 7.  | 4 July 1988      | 윔블던, 런던                         | 잔디      | 스테판 에드베리     | 4–6, 7–6, 6–4, 6–2      |
| 8.  | 30 April 1989    | 몬테카를로 마스터스, 모나코          | Clay      | Alberto Mancini     | 7–5, 2–6, 7–6, 7–5      |
| 9.  | 4 December 1989  | Masters, New York City               | 카펫      | 스테판 에드베리     | 4–6, 7–6, 6–3, 6–1      |
| 10. | 14 May 1990      | 함부르크 마스터스, 독일              | Clay      | Juan Aguilera       | 6–1, 6–0, 7–6           |
| 11. | 18 June 1990     | 퀸즈 클럽 챔피언십, 영국             | 잔디      | 이반 렌들           | 6–3, 6–2                |
| 12. | 9 July 1990      | 윔블던, 런던                         | 잔디      | 스테판 에드베리     | 6–2, 6–2, 3–6, 3–6, 6–4 |
| 13. | 15 October 1990  | 도쿄 인도어, 일본                    | 카펫      | 이반 렌들           | 4–6, 6–3, 7–6           |
| 14. | 5 November 1990  | 파리 마스터스, 프랑스                | 카펫      | 스테판 에드베리     | 3–3, ret.               |
| 15. | 29 April 1991    | 몬테카를로 마스터스, 모나코          | Clay      | 세르게이 브루게라   | 5–7, 6–4, 7–6, 7–6      |
| 16. | 8 July 1991      | 윔블던, 런던                         | 잔디      | 미카엘 슈티히       | 6–4, 7–6, 6–4           |
| 17. | 19 August 1991   | RCA 챔피언십, 미국                   | 하드      | 피트 샘프라스       | 7–6, 3–6, 6–3           |
| 18. | 23 August 1993   | RCA 챔피언십, 미국                   | 하드      | 짐 쿠리어           | 7–5, 6–3                |
| 19. | 16 May 1994      | 로마 마스터스, 이탈리아              | Clay      | 피트 샘프라스       | 6–1, 6–2, 6–2           |
| 20. | 10 October 1994  | 시드니 인도어, 오스트레일리아        | 하드 (i)  | Richard Krajicek    | 7–6, 7–6, 2–6, 6–3      |
| 21. | 21 November 1994 | ATP 투어 월드 챔피언십, 프랑크푸르트 | 카펫      | 피트 샘프라스       | 4–6, 6–3, 7–5, 6–4      |
| 22. | 20 February 1995 | 밀라노 인도어, 이탈리아              | 카펫      | 예브게니 카펠니코프 | 7–5, 5–7, 7–6           |
| 23. | 30 April 1995    | 몬테카를로 마스터스, 모나코          | Clay      | 토마스 무스터       | 4–6, 5–7, 6–1, 7–6, 6–0 |
| 24. | 10 July 1995     | 윔블던, 런던                         | 잔디      | 피트 샘프라스       | 6–7, 6–2, 6–4, 6–2      |
| 25. | 6 November 1995  | 파리 마스터스, 프랑스                | 카펫      | 피트 샘프라스       | 7–6, 6–4, 6–4           |
| 26. | 25 November 1996 | ATP 투어 월드 챔피언십, 하노버       | 카펫      | 피트 샘프라스       | 3–6, 7–6, 7–6, 6–7, 6–4 |
| 27. | 13 July 1998     | 알리안츠 스위스 오픈, 스위스         | Clay      | 알렉스 코레차       | 7–6, 7–5, 6–3           |
| 28. | 12 April 1999    | 홍콩 대회                            | 하드      | 안드레 애거시       | 6–7, 6–4, 6–4           |

## 복식 결승 기록 (27)

### 우승 (15)
| No  | 일시             | 대회명                    | 코트 종류 | 파트너               | 결승 상대                    | 스코어             |
| 1.  | 11 June 1984     | Munich, Germany           | Clay      | Wojtek Fibak         | Eric Fromm Florin Segărceanu | 6–4, 4–6, 6–1      |
| 2.  | 24 March 1986    | Brussels, Belgium         | 카펫      | Slobodan Živojinović | John Fitzgerald Tomáš Šmíd   | 7–6, 7–5           |
| 3.  | 20 October 1986  | Sydney Indoor, Australia  | 하드 (i)  | John Fitzgerald      | Peter McNamara Paul McNamee  | 6–4, 7–6           |
| 4.  | 30 March 1987    | Brussels, Belgium         | 카펫      | Slobodan Živojinović | Chip Hooper Mike Leach       | 7–6, 7–6           |
| 5.  | 6 April 1987     | Milan, Italy              | 카펫      | Slobodan Živojinović | Sergio Casal Emilio Sánchez  | 3–6, 6–3, 6–4      |
| 6.  | 16 November 1987 | Frankfurt, Germany        | 카펫      | Patrik Kühnen        | Scott Davis David Pate       | 6–4, 6–2           |
| 7.  | 22 February 1988 | Milan, Italy              | 카펫      | Eric Jelen           | Miloslav Mečíř Tomáš Šmíd    | 6–3, 6–3           |
| 8.  | 7 March 1988     | Indian Wells, U.S.        | 하드      | Guy Forget           | Jorge Lozano Todd Witsken    | 6–4, 6–4           |
| 9.  | 20 March 1989    | Indian Wells, U.S.        | 하드      | Jakob Hlasek         | Kevin Curren David Pate      | 7–6, 7–5           |
| 10. | 12 March 1990    | Indian Wells, U.S.        | 하드      | Guy Forget           | Jim Grabb Patrick McEnroe    | 4–6, 6–4, 6–3      |
| 11. | 17 February 1992 | Brussels, Belgium         | 카펫      | John McEnroe         | Guy Forget Jakob Hlasek      | 6–3, 6–2           |
| 12. | 27 April 1992    | Monte Carlo, Monaco       | Clay      | 미카엘 슈티히        | Petr Korda Karel Nováček     | 6–4, 6–4           |
| 13. | 3 August 1992    | Barcelona Olympics, Spain | Clay      | 미카엘 슈티히        | Wayne Ferreira Piet Norval   | 7–6, 4–6, 7–6, 6–3 |
| 14. | 11 January 1993  | Doha, Qatar               | 하드      | Patrik Kühnen        | Shelby Cannon Scott Melville | 6–2, 6–4           |
| 15. | 20 February 1995 | Milan, Italy              | 카펫      | Guy Forget           | Petr Korda Karel Nováček     | 6–2, 6–4           |

### 준우승 (12)
| No  | 일시              | 대회명                                                                  | 코트 종류 | 파트너               | 결승 상대                         | 스코어        |
| 1.  | 18 November 1985  | Wembley, England                                                        | 카펫      | Slobodan Živojinović | Guy Forget Anders Järryd          | 7–5, 4–6, 7–5 |
| 2.  | 12 May 1986       | Forest Hills, U.S.                                                      | Clay      | Slobodan Živojinović | Hans Gildemeister Andrés Gómez    | 7–6, 7–6      |
| 3.  | 18 August 1986    | Toronto, Canada                                                         | 하드      | Slobodan Živojinović | Chip Hooper Mike Leach            | 6–7, 6–3, 6–3 |
| 4.  | 22 September 1986 | Hamburg, Germany                                                        | Clay      | Eric Jelen           | Sergio Casal Emilio Sánchez       | 6–4, 6–1      |
| 5.  | 23 February 1987  | Indian Wells, U.S.                                                      | 하드      | Eric Jelen           | Guy Forget Yannick Noah           | 6–4, 7–6      |
| 6.  | 19 October 1987   | Sydney Indoor, Australia                                                | 하드 (i)  | Robert Seguso        | Darren Cahill Mark Kratzmann      | 6–3, 6–2      |
| 7.  | 24 October 1988   | Tokyo Indoor, Japan                                                     | 카펫      | Eric Jelen           | Andrés Gómez Slobodan Živojinović | 7–5, 5–7, 6–3 |
| 8.  | 15 May 1989       | Hamburg, Germany                                                        | Clay      | Eric Jelen           | Emilio Sánchez Javier Sánchez     | 6–4, 6–1      |
| 9.  | 26 March 1990     | Lipton International Players Championships, Key Biscayne, Florida, U.S. | 하드      | Cassio Motta         | Rick Leach Jim Pugh               | 6–4, 3–6, 6–3 |
| 10. | 15 April 1991     | Barcelona, Spain                                                        | Clay      | Eric Jelen           | Horacio de la Peña Diego Nargiso  | 3–6, 7–6, 6–4 |
| 11. | 2 May 1994        | Munich, Germany                                                         | Clay      | Petr Korda           | Yevgeny Kafelnikov David Rikl     | 7–6, 7–5      |
| 12. | 29 March 1999     | Lipton International Players Championships, Key Biscayne, Florida, U.S. | 하드      | Jan-Michael Gambill  | Wayne Black Sandon Stolle         | 6–1, 6–1      |